# Интернет ствари
Интернет ствари (енгл. Internet of Things, скраћено IоТ) представља међуумрежавање физичких објеката, возила (што се односи и на „повезане уређаје” и „паметне уређаје”), зграда и других ствари са уграђеном електроником, софтвером, сензорима и конективношћу који омогућавају објектима да размењују податке са произвођачем, оператером и/или другим повезаним уређајима. Године 2013. Global Standards Initiative on Internet of Things (IoT-GSI) дефинисала је IoT као „глобалну инфраструктуру информатичког друштва која омогућава напредне услуге (физичким и виртуалним) умрежавањем ствари, притом се заснивајући на постојећим и интероперабилним информационим и комуникационим технологијама у развоју”.
У ту сврху, термин „ствар” представља „предмет физичког света (физичких ствари) информација или реч (виртуалне ствари), који је могуће идентификовати и који може да буде интегрисан у комуникационим мрежама”. IоТ омогућава да објекти буду опажени и контролисани даљински путем постојеће мрежне инфраструктуре, стварајући тако шансе за директнију интеграцију физичког света и рачунарских система, што резултује повећањем ефикасности, тачности и економске користи, уз смањење људске интервенције. Када је IоТ повећан сензорима и погонима, технологија постаје инстанца општије класе сајбер-физичког система, што такође обухвата технологије попут паметних мрежа, виртуалних електрана, паметних кућа, паметног транспорта и паметних градова. Сваку ствар је могуће јединствено идентификовати кроз уграђен компјутерски систем и свака ствар је интероперабилна у оквиру постојеће интернет инфраструктуре. Стручњаци процењују да ће IоТ до 2020. године садржати између 26 и 30 милијарди објеката.
Према компанији Gartner, биће скоро 26 милијарди уређаја на „Internet of Things” до 2020. За разлику од њих, ABI истраживање претпоставља да ће та бројка достићи више 30 милијарди уређаја који ће бити бежично повезани на „Internet of Things” до 2020. Cisco је креирао динамички бројач конекција за праћење и израчунавање броја конекција од јула 2013. до јула 2020. Овај концепт, где уређаји повезивањем на интернет/веб преко нисконапонских радија, представља поље на коме се највише истражује „Internet of Things”. На мале потрошње радио не треба да користи Wi-Fi или Bluetooth. Јефтиније алтернативе истражују се од стране компаније Chirp Networks.
Сви сензори и машински читљиви идентификатори потребни за „Internet of Things” ће морати да користе интернет протокол верзије IPv6 да би примиле изузетно велики адресни простор који је потребан. У свом оригиналном тумачењу, једна од првих последица спровођења „Internet of Things” опремањем свих објеката у свету минијатурним уређајима за идентификацију или машински читљивим идентификаторима би могла да буде трансформација свакодневног живота на неколико позитивних начина. На пример, таква технологија могла би, бољом применом ограничења ауторских права, да омогући креаторима садржаја и власницима много моћнију контролу над њиховим креацијама, тако да кад купац купује Blu-ray disc са филмом који жели да гледа, може да бира да плати високу цену и буде у могућности да гледа филм целе године, плати средњу цену и има право да гледа филм недељу дана, или плати ниску цену када жели да једном да одгледа филм.

## Терминологија
Термин „The Internet of Things” предложио је Кевин Ештон 1999. године. Појам Интернет ствари први пут је постао популаран преко центра за Auto-ID Center на MIT у вези са тржиштем, иако је о концепту разговарано још од 1991. године. Идентификације радио-фреквенција (RFID) и анализа публикације биле су виђене као предуслов за „Internet of Things” у раним данима. Када би сви објекти и људи у свакодневном животу били опремљени идентификаторима, они би били меморисани у компјутеру. Поред коришћења RFID-a, означавање се може постићи кроз такве технологије као што су приближна поља комуникације, баркод, QR код и дигитални водени жиг.
Данас, међутим, термин „Internet of Things” се користи да означи напредно повезивање уређаја, система и услуга, који досежу ван комуникације машина ка машини  (machine-to-machine) и покрива различите протоколе, домене и апликације.

## Оригинална дефиниција
Били Џој је предвидео D2D (Device to Device), као део свог „Six Webs” оквира далеке 1999, на Светском економском форуму у Давосу; тек је  Kevin Ashton дао други поглед на „The Internet of Things”. У чланку „The Internet of Things” из 2009 у RFID Часопис, Ештон је направио следећу процену :
Данас рачунари, самим тим и интернет — готово у потпуности зависе од људских бића за информације. Скоро сви, око 50 петабајта (петабајт је 1.024 терабајта) података доступних на Интернету су прво сачували и створили људи — куцањем, притиском на дугме за снимање, узимајући дигитални слику, или скенирајући баркод. Проблем је, људи имају кратко време, пажњу и прецизност — што значи да нису добри у чувању података о стварима у стварном свету. Људи су физички, као и њихова средина. Идеје и информације су важне, али ствари су битне много више. Ипак, данашња информациона технологија толико зависи од података који су потекли од људи, рачунари знају више о идејама него стварима.

## Јединствена могућност адресирања ствари
Првобитна идеја о Auto-ID Center заснива се на RFID тагова и јединственој идентификацији путем Електронских кодова код производа, међутим ово је еволуирао у објекте који имају IP адресу или URI .
Алтернативни поглед, из света семантичког веба se фокусира на прављење, уместо свих ствари (не само оне електронске, SMART, или RFID омогућен) адресабилних од постојећих именујући протокола, као што су URI. Објекти се сами по себи не мењају, али они сада могу бити упућени другим средствима, као што су моћни централизовани сервери који раде за своје власнике.
Следећа генерација интернет апликација које користе Интернет протокол верзије 6 (IPv6) ће бити у стању да комуницирају са уређајима прикљученим на готово све људске објекте због изузетно великог адресног простора IPv6 протокола. Овај систем би стога бити у могућности да смањи број објеката.
Комбинација ових идеја се може наћи у садашњим GS1/EPCglobal EPC Information Services (EPCIS) спецификације. Овај систем се користи да идентификује објекте у индустријама у распону од авио до широке потрошње производа и транспорт логистику.

## Трендови и карактеристике

### Интелигенција
Амбијентална интелигенција и аутономна контрола нису део оригиналног концепта Интернет ствари. Амбијентална интелигенција и аутономна контрола не захтевају интернет структуре. Међутим, постоји помак у истраживању да интегришу концепте Интернет ствари и аутономне контроле. У будућности Интернет ствари могу бити недетерминистичка и отворена мрежа у којој ће аутоорганизовани или интелигентни ентитети (Web services, SOA компоненте), виртуелни објекти (аватари) бити интероперабилне и способан да делује самостално (остваривању своје циљеве или заједничке) у зависности од контекста, околностима или окружењима.
Уметнута интелигенција представља „ВИ оријентисану" перспективу на Интернет ствари, које могу да се јасније дефинише као: усклађивање капацитета за прикупљање и анализу дигиталних трагова које су оставили људи приликом интеракције са широко распоређеним паметним стварима да би стекли ново знање о људском животу, интеракцији са окружењем, као и социјално повезивање/понашање.

### Архитектура
Систем ће вероватно бити пример архитектуре догађаја, одоздо направљен (на основу контекста процеса и операција, у реалном времену) и да ће размотрити било који подзаконски ниво. Дакле, модел дривен и функционални приступ ће коегзистирати са новим способним и необичних еволуција процеса (Мулти-агентски системи, Б-АДСц, итд).
У Интернету ствари значење догађаја неће нужно бити засновано на детерминистичком или синтаксном моделу, већ би се уместо тога заснивао на контексту самог догађаја. Неки истраживачи тврде да су сензорске мреже најбитније компоненте интернета ствари.

### Сложен систем
У полуотвореној или затвореној петљи ће се проучавати као сложен систем због великог броја различитих веза и интеракција између аутономних актера, као и капацитета да интегрише нове ствари. У укупној фази (потпуно отворена петља) вероватно ће се видети као хаотично окружење.

## Подсистеми
Нису сви елементи нужно покренути у глобалном простору. На пример, домотика делује у Smart House, где се користе исте технологије као и другде, али систем може да ради само преко локалне мреже.